# Robert Fico
Robert Fico (sinh ngày 15 tháng 9 năm 1964) là một chính trị gia Slovakia. Ông hiện là Thủ tướng Chính phủ Slovakia từ năm 2023, và trước đó, đã hai lần làm Thủ tướng Chính phủ Slovakia từ 2006 đến 2010 và từ 2012 đến 2018. Ông là lãnh đạo của Đảng Dân chủ Xã hội Smer từ năm 1999.
Kể từ khi nhậm chức Thủ tướng Slovakia vào tháng 10 năm 2023, Robert Fico đã ngừng viện trợ quân sự cho Ukraina. Chính phủ Fico đã từ chối tham gia liên minh do Cộng hòa Séc dẫn đầu gồm khoảng 20 quốc gia để mua sắm viện trợ quân sự cho Ukraina. Ông cũng phản đối các lệnh trừng phạt đối với Nga và phản đối nỗ lực gia nhập NATO của Ukraina.
Vào ngày 15 tháng 5 năm 2024, Fico bị bắn 5 phát súng vào người sau khi tham dự một cuộc họp chính phủ ở Nhà văn hóa thành phố Handlová, phía tây Slovakia, cách Bratislava khoảng 135 km về phía đông bắc. Nghi phạm, được xác định là nhà văn Juraj Cintula, 71 tuổi, một người bất mãn với chính sách của ông Fico, đã bị bắt giữ ngay sau đó. Ông được nhanh chóng đưa vào bệnh viện Đại học Banská Bystrica và ca phẫu thuật đã được thực hiện thành công. Ông hiện không còn trong tình trạng nguy kịch.

## Tiểu sử
Fico đã sinh năm 1964, tại thị trấn Topoľčany. Cha ông là một nhà điều hành xe nâng và mẹ của ông làm việc trong một cửa hàng giày. Fico có hai anh chị em, ông kết hôn với Svetlana Ficová, họ có một con trai.
Fico tốt nghiệp luật từ trường đại học tại Tiệp Khắc, ông tốt nghiệp Khoa Luật của Đại học Comenius ở Bratislava và sau đó làm việc cho Viện Nhà nước và Pháp luật của Viện Hàn lâm Khoa học Slovakia. Ông gia nhập Đảng Cộng sản Tiệp Khắc vào năm 1987. Sau cuộc Cách mạng Nhung và sự sụp đổ của chế độ cộng sản tại Tiệp Khắc vào năm 1989, Fico gia nhập Đảng Cánh hữu Dân chủ (SDL), một tổ chức kế thừa của Đảng Cộng sản Slovakia. Từ 1994 đến 2000 Fico đại diện cho Slovakia là cố vấn pháp lý tại Tòa án Nhân quyền châu Âu nhưng bị thua tất cả 14 trường hợp mà ông xử lý.

## Nhiệm kỳ đầu tiên (2006–2010)
Trong cuộc bầu cử quốc hội Slovakia năm 2006, SMER đã giành chiến thắng với 29,1% số phiếu bầu. Chiến thắng trong cuộc bầu cử diễn ra sau một chiến dịch tập trung vào việc đảo ngược các cải cách thắt lưng buộc bụng không được lòng dân trong lĩnh vực chăm sóc sức khỏe và giáo dục, những cải cách được các bộ trưởng lúc bấy giờ Rudolf Zajac và Martin Fronc thúc đẩy. Sau đó, họ thành lập một chính phủ liên minh với Đảng Nhân dân - Phong trào vì một Slovakia dân chủ (HZDS) và Đảng Quốc gia Slovak của Ján Slota (SNS). SNS là một đảng dân túy cánh hữu nổi tiếng với việc đưa ra các bình luận chống Roma và chống Hungary, bao gồm một bài phát biểu trước công chúng trong cơn say của Ján Slota, trong đó ông đe dọa "lên xe tăng và san bằng Budapest xuống đất." 

## Nhiệm kỳ thứ hai (2012–2018)
Sau sự sụp đổ của chính phủ liên minh trung hữu thay thế chính phủ của ông, Smer-SD của Fico trở lại nắm quyền và trở thành đảng đầu tiên kể từ khi Tiệp Khắc tan rã giành được đa số ghế tuyệt đối. Ban đầu Fico tìm cách thành lập chính phủ đoàn kết dân tộc với SDKU hoặc KDH. Khi việc này thất bại, ông đã thành lập chính phủ độc đảng đầu tiên ở Slovakia kể từ năm 1993.

### Bầu cử Tổng thống 2014

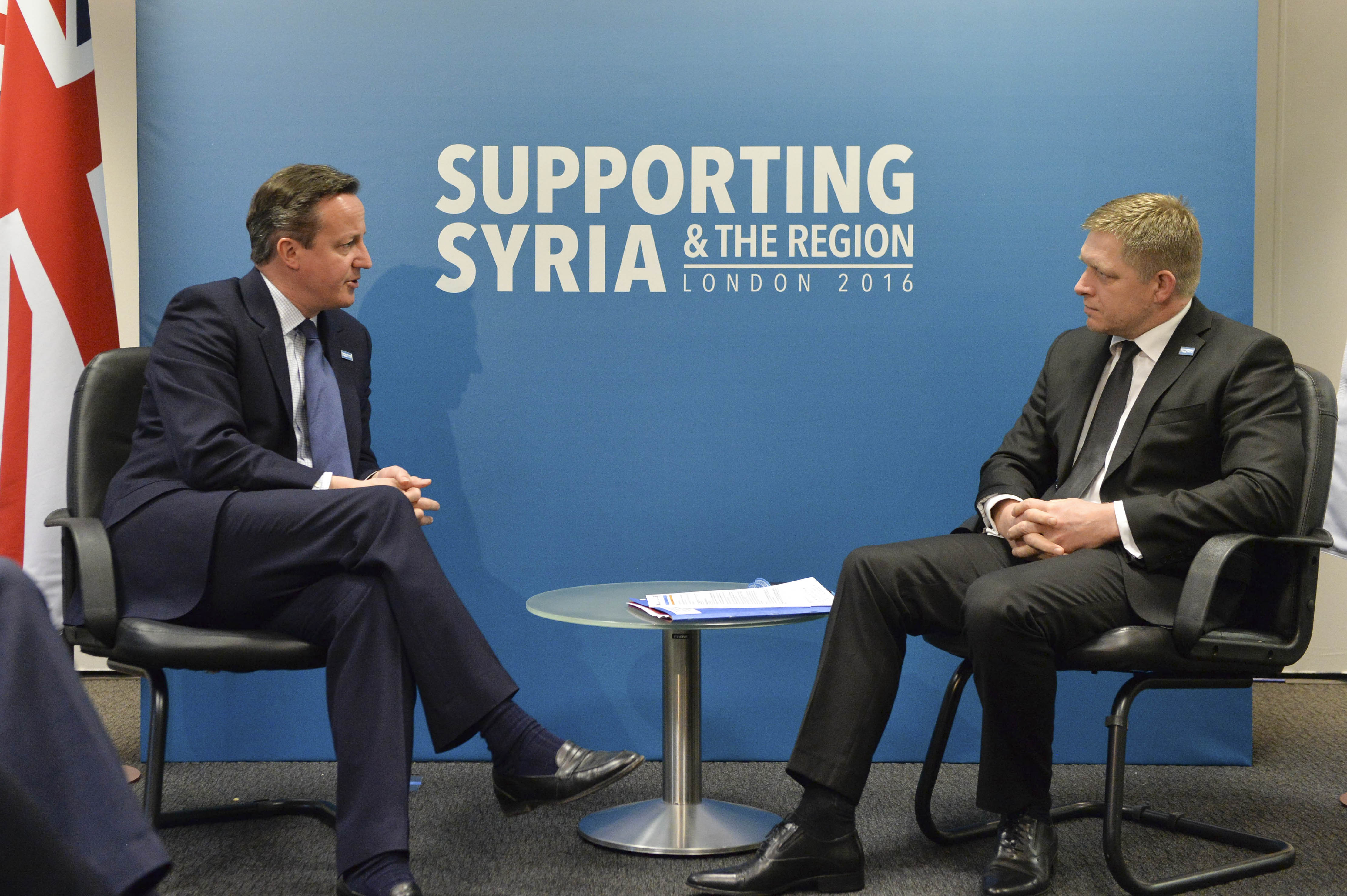
Fico với Thủ tướng Anh David Cameron, ngày 4 tháng 2 năm 2016

Vào ngày 18 tháng 12 năm 2013, Fico chính thức tuyên bố ứng cử vào cuộc bầu cử tổng thống năm 2014 sắp tới. Anh ấy nói: "Tôi hiểu việc ứng cử của mình là để cống hiến cho Slovakia." Ông lập luận rằng ông không coi việc ứng cử của mình là một cuộc phiêu lưu, một cuộc trốn chạy hay một nỗ lực để đạt đến đỉnh cao sự nghiệp chính trị của mình. Chiến dịch của ông diễn ra với phương châm "Sẵn sàng cho Slovakia". Vào ngày 9 tháng 1 năm 2014, Quốc hội Slovakia, dưới sự chỉ đạo của Chủ tịch Pavol Paška, đã chính thức phê chuẩn các ứng cử viên của Fico và 14 ứng cử viên khác. Fico đã bị đánh bại bởi ứng cử viên độc lập Andrej Kiska, người được phe cánh hữu Slovakia ủng hộ đã giúp ông giành chiến thắng với tỷ số cách biệt lớn (khoảng 59%–41%) trong vòng bỏ phiếu thứ hai vào ngày 29 tháng 3 năm 2014.

### Bầu cử Quốc hội 2016

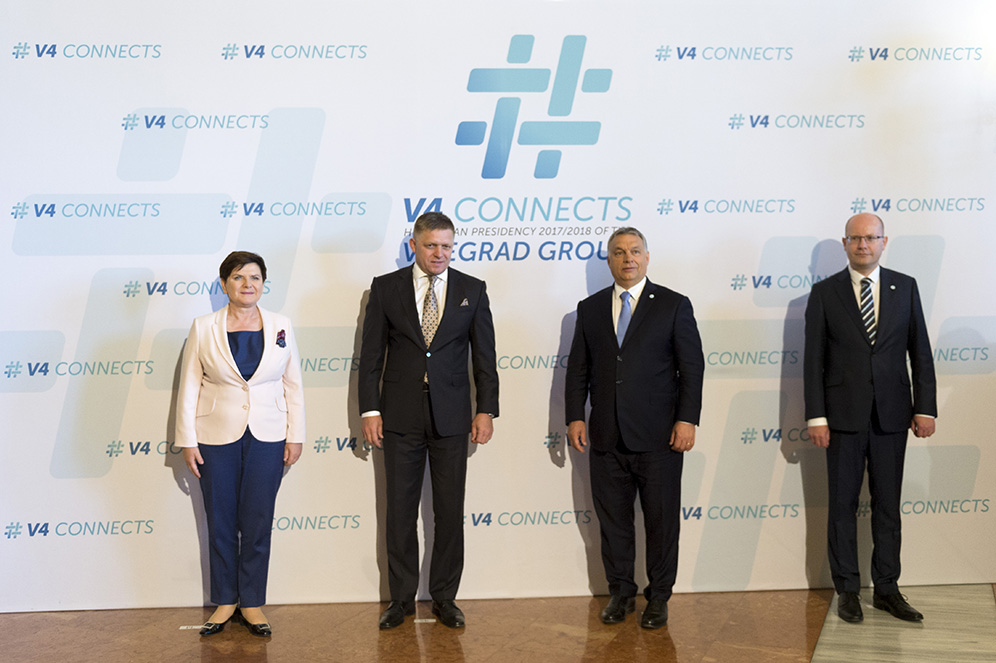
Fico gặp Thủ tướng Hungary Viktor Orbán, Thủ tướng Ba Lan Beata Szydło và Thủ tướng Séc Bohuslav Sobotka tại Budapest, Hungary, vào ngày 4 tháng 7 năm 2017

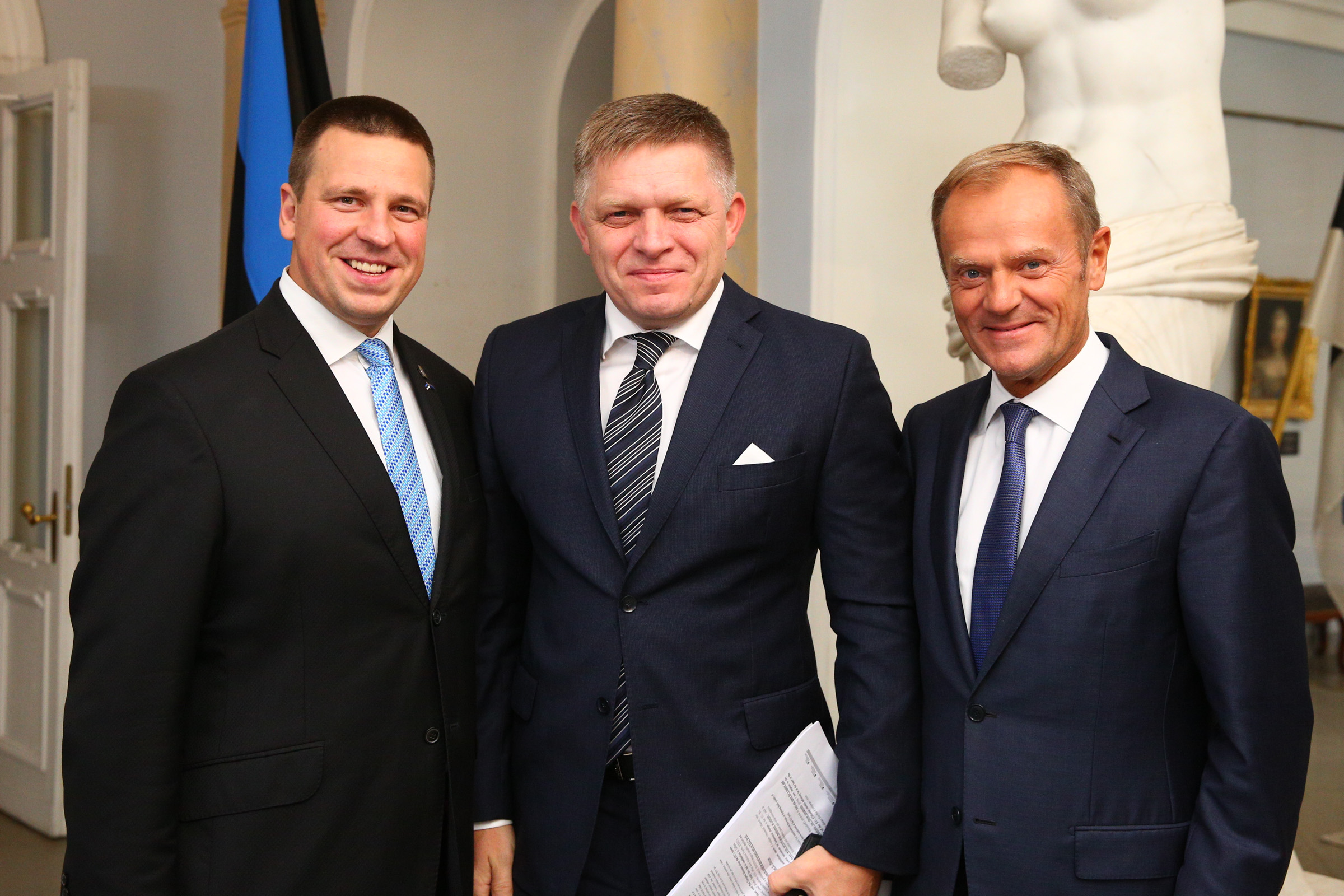
Fico với Chủ tịch Hội đồng Châu Âu Donald Tusk và Thủ tướng Estonia Jüri Ratas tại Tallinn, Estonia, 2017

Đảng của Fico đã giành chiến thắng trong cuộc bầu cử quốc hội năm 2016, tích lũy được đa số số ghế; nó đã không thể giành được đa số. Vào ngày 7 tháng 3 năm 2016, Andrej Kiska, Tổng thống Slovakia lúc bấy giờ, đã mời từng đảng được bầu, ngoại trừ Kotleba – Đảng Nhân dân Slovakia của chúng ta, tham gia sau- đàm phán bầu cử. Fico lần đầu được Chủ tịch trao cơ hội thành lập liên minh ổn định. Vào ngày 17 tháng 3, Fico thông báo với Kiska rằng ông sẽ thành lập liên minh chính phủ bốn đảng, bao gồm Smer–SD, Đảng Quốc gia Slovakia, most–Híd và Mạng lưới.

### Từ chức
Vào ngày 14 tháng 3 năm 2018, Fico công khai tuyên bố rằng ông sẵn sàng từ chức thủ tướng để tránh một bầu cử sớm, cũng như để "giải quyết cuộc khủng hoảng chính trị" liên quan đến vụ sát hại nhà báo điều tra Ján Kuciak. Kuciak cũng kiểm tra hoạt động của mafia Ý 'Ndrangheta ở Slovakia. Theo cảnh sát, Mária Trošková, trợ lý của Fico, có thể có quan hệ với 'Ndrangheta. Ngay sau khi phạm tội, Fico ngụ ý rằng ông đã nắm quyền kiểm soát cá nhân đối với cuộc điều tra trong khi kiếm được 1 triệu euro tiền mặt. Vào thời điểm đó, ông nói rằng ông muốn đưa ra định hướng rõ ràng ủng hộ châu Âu và ủng hộ NATO cho đảng của mình. Fico trước đó vào tháng 3 đã cáo buộc Tổng thống Kiska âm mưu cùng George Soros để lật đổ chính phủ của ông ta.

### Nhiệm kỳ thứ ba (2023–nay)
Vào năm 2022 và 2023, Fico là người chỉ trích mạnh mẽ Ủy ban Ursula von der Leyen cũng như các chính sách đối ngoại và quân sự của bà liên quan đến việc Nga xâm lược Ukraine. Ông cũng bày tỏ sự bất đồng với Ủy ban châu Âu về vấn đề nhập cư. Đồng thời, ông tiếp tục hoan nghênh và ủng hộ cựu ứng cử viên tổng thống của đảng mình và ứng cử viên Ủy viên Châu Âu Maroš Šefčovič. Chiến dịch tranh cử thủ tướng của ông đã sử dụng tất cả những tấm ván này. Nội các mới của Fico tuyên thệ nhậm chức vào ngày 25 tháng 10 năm 2023. Fico đã tham dự hội nghị thượng đỉnh Liên minh Châu Âu (EU) kéo dài hai ngày bắt đầu vào ngày hôm sau. Năm 2023, Fico coi việc các cặp đồng giới nhận con nuôi là một hành vi đồi bại, đồng thời tuyên bố rằng ông sẽ không bao giờ ủng hộ hôn nhân đồng giới. Ông cho rằng "hệ tư tưởng giới trong trường học là không thể chấp nhận được".
Liên minh cầm quyền của Fico đã thông qua luật đóng cửa Văn phòng Công tố Đặc biệt, nơi xử lý các vụ tham nhũng nghiêm trọng. Các cuộc điều tra của văn phòng đã dẫn đến nhiều vụ án và kết án tham nhũng cấp cao, nhiều vụ trong số đó liên quan đến các nghị sĩ, đảng viên và đối tác kinh doanh của Fico. Những thay đổi này cũng bao gồm việc giảm hình phạt đối với tội tham nhũng. Liên minh cầm quyền đẩy nhanh các sửa đổi thông qua quốc hội, hạn chế thời gian tranh luận và ngăn cản việc các chuyên gia và những người thường tham gia vào quá trình này xem xét dự thảo luật. Những thay đổi này đã bị tổng thống Slovakia và phe đối lập phản đối, đồng thời gây ra các cuộc biểu tình lớn ở Slovakia.

## Vụ ám sát thủ tướng Robert Fico năm 2024
Theo hãng tin Reuters của Slovakia, Thủ tướng Robert Fico bị bắn năm phát trong một vụ ám sát xảy ra vào ngày 15/5. Ông rơi vào tình trạng nguy kịch, phải trải qua cuộc phẫu thuật kéo dài vài tiếng vào tối cùng ngày. Tổng thống Slovakia, bà Zuzana Caputova cho biết nghi phạm hiện đã bị bắt giữ.